# Aymen Mathlouthi
Aymen Mathlouthi (Arabisch: أَيْمَن الْمَثْلُوثِيّ) (Tunis, 14 september 1984), ook bekend als Aymen Balbouli, is een Tunesische voormalig professionele voetballer die als keeper gespeeld heeft voor ÉS du Sahel en het Tunesisch nationale elftal. Hij wordt gezien als de beste Tunesische keeper en één van de beste Afrikaanse keepers aller tijden. Naast keepen is hij vooral bekend vanwege zijn soepele balcontrole met zijn voeten en zijn dribbels binnen het strafschopgebied. 
Mathlouthi won met Tunesië in 2011 het African Championship of Nations in Soedan, en tijdens de Africa Cup of Nations in 2015 werd hij door de Afrikaanse voetbalbond verkozen als beste keeper van het toernooi in Equatoriaal-Guinea.
Op 1 juli 2023 liep zijn contract af bij ÉS du Sahel en besloot Mathlouthi om te stoppen met zijn voetbalcarrière.

## Clubcarrière
Vanaf zijn jeugd speelde Mathlouthi als keeper bij Jeunesse Sportive d'El Omrane, een lokale vereniging uit zijn buurt in Tunis. In 1995 werd hij opgenomen in de jeugdopleiding van Club Africain. In 2001 kwam hij bij het seniorenteam van de club, waar hij twee jaar bleef maar niet in actie kwam. 
In 2003 maakte hij de overstap naar ÉS du Sahel in Sousse, waar hij vanaf het seizoen 2006-07 een basisplaats veroverde en sindsdien alle mogelijke nationale en continentale titels wist te winnen met de club. Naast twee landskampioenschappen en drie nationale bekers won hij met de club in 2007 ook de CAF Champions League. Vervolgens mocht hij met de club deelnemen aan het FIFA Wereldkampioenschap voor clubs in Japan, waar ze op de vierde plaats eindigden nadat het Mexicaanse team CF Pachuca in de kwartfinale met 1-0 werd verslagen. In totaal kwam Mathlouthi in zijn eerste periode bij ES du Sahel in 302 wedstrijden in actie voor de club.
Op 27 januari 2018 maakte hij transfervrij de overstap naar de Saoedische club Al-Batin FC. Voor deze club speelde hij slechts 7 wedstrijden, en in de zomer van 2018 werd bekend dat hij een tweejarig contract had getekend bij zijn oude team Club Africain. Een jaar later probeerde hij het opnieuw in de Saoedische competitie door zich ditmaal aan te sluiten bij Al-Adalah FC, maar ook zijn tweede verblijf in Saoedi-Arabië werd geen succes.
In 2020 besloot Mathlouthi om terug te keren naar Tunesië en opnieuw te gaan spelen voor ÉS du Sahel. Hij tekende een contract tot 1 juli 2023, dat hij volledig uitdiende. Na beëindiging van zijn contract besloot hij om een einde te maken aan zijn voetbalcarrière. Met 354 wedstrijden is Mathlouthi de speler met de meeste wedstrijden aller tijden voor ÉS du Sahel.

## Interlandcarrière
Mathlouthi werd voor het eerst opgeroepen voor het nationale team van Tunesië om de geblesseerde Adel Nefzi te vervangen in een kwalificatiewedstrijd voor de Afrika Cup of Nations 2008, maar hij kwam toen uiteindelijk niet in actie. Op 21 november 2007 maakte hij wel zijn debuut tijdens een vriendschappelijk duel tegen Oostenrijk. In totaal kwam hij 73 keer uit voor het nationale elftal.
Mathlouthi speelde sinds 2010 op alle edities van de Africa Cup of Nations en hij was ook deel van de Tunesische selectie dat 2011 de African Nations Championship won.
In juni 2018 werd hij opgenomen in de 23-koppige selectie van Tunesië voor de WK 2018 in Rusland. Na twee wedstrijden op de bank te hebben gezeten, kreeg hij eindelijk de kans om zijn WK-debuut te maken in de laatste wedstrijd tegen Panama, doordat de eerste twee keepers geblesseerd geraakt waren. Mathlouthi werd op 38-jarige leeftijd ook nog opgeroepen voor de Tunesische selectie voor het WK 2022 in Qatar. Op dit toernooi speelde hij geen enkele wedstrijd.

## Erelijst

### Club

#### ÉS du Sahel
- Landskampioen Ligue Professionnelle 1: 2007, 2016, 2023
- Winnaar Tunesische beker: 2012, 2014, 2015
- Winnaar CAF Champions League: 2007
- Winnaar CAF Confederations Cup: 2006, 2015
- Winnaar CAF Super Cup: 2008
- Winnaar CAF African Cup Winners' Cup: 2003

### Land
- Winnaar African Championship of Nations: 2011

### Individueel
- Africa Cup of Nations' 'Keeper van het Toernooi': 2015
- Africa Cup of Nations' 'Team van het Toernooi': 2015
- CAF's 'Team van het Jaar': 2017